# Litoria peronii
Litoria peronii är en groddjursart som först beskrevs av Johann Jakob von Tschudi 1838.  Litoria peronii ingår i släktet Litoria och familjen lövgrodor. IUCN kategoriserar arten globalt som livskraftig. Inga underarter finns listade i Catalogue of Life.